# Liste des universités au Japon
On dénombre plusieurs centaines d'universités au Japon. Le système universitaire japonais répartit les établissements en trois catégories : les universités nationales, privées et publiques.

## Universités nationales
Elles sont au nombre de 86. Les voici :
Branche de Hokkaidō :
- Université de Hokkaidō, 北海道大学

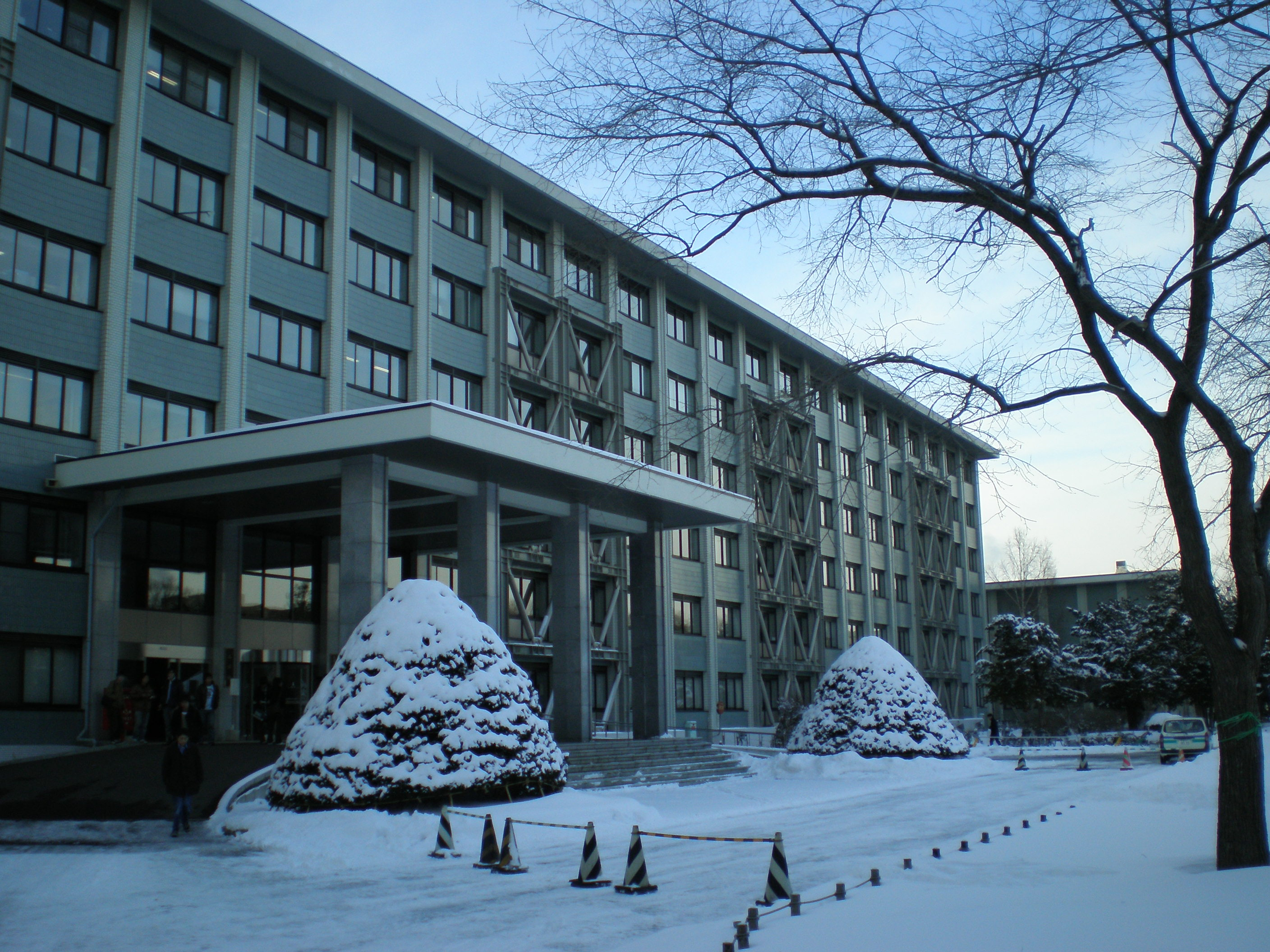
L'Université de Hokkaidō

- Université d'éducation de Hokkaidō, 北海道教育大学
- Université de technologie de Muroran, 室蘭工業大学
- Université de commerce d'Otaru, 小樽商科大学
- Université d'agriculture et de médecine vétérinaire d'Obihiro, 帯広畜産大学
- Université de médecine d'Asahikawa, 旭川医科大学
- Université de technologie de Kitami, 北見工業大学

Branche du Tohoku :
- Université de Hirosaki, 弘前大学
- Université d'Iwate, 岩手大学
- Université du Tōhoku, 東北大学
- Université d'éducation de Miyagi, 宮城教育大学
- Université d'Akita, 秋田大学
- Université de Yamagata, 山形大学
- Université de Fukushima, 福島大学

Branche de Tōkyō :
- Université de Tokyo, 東京大学

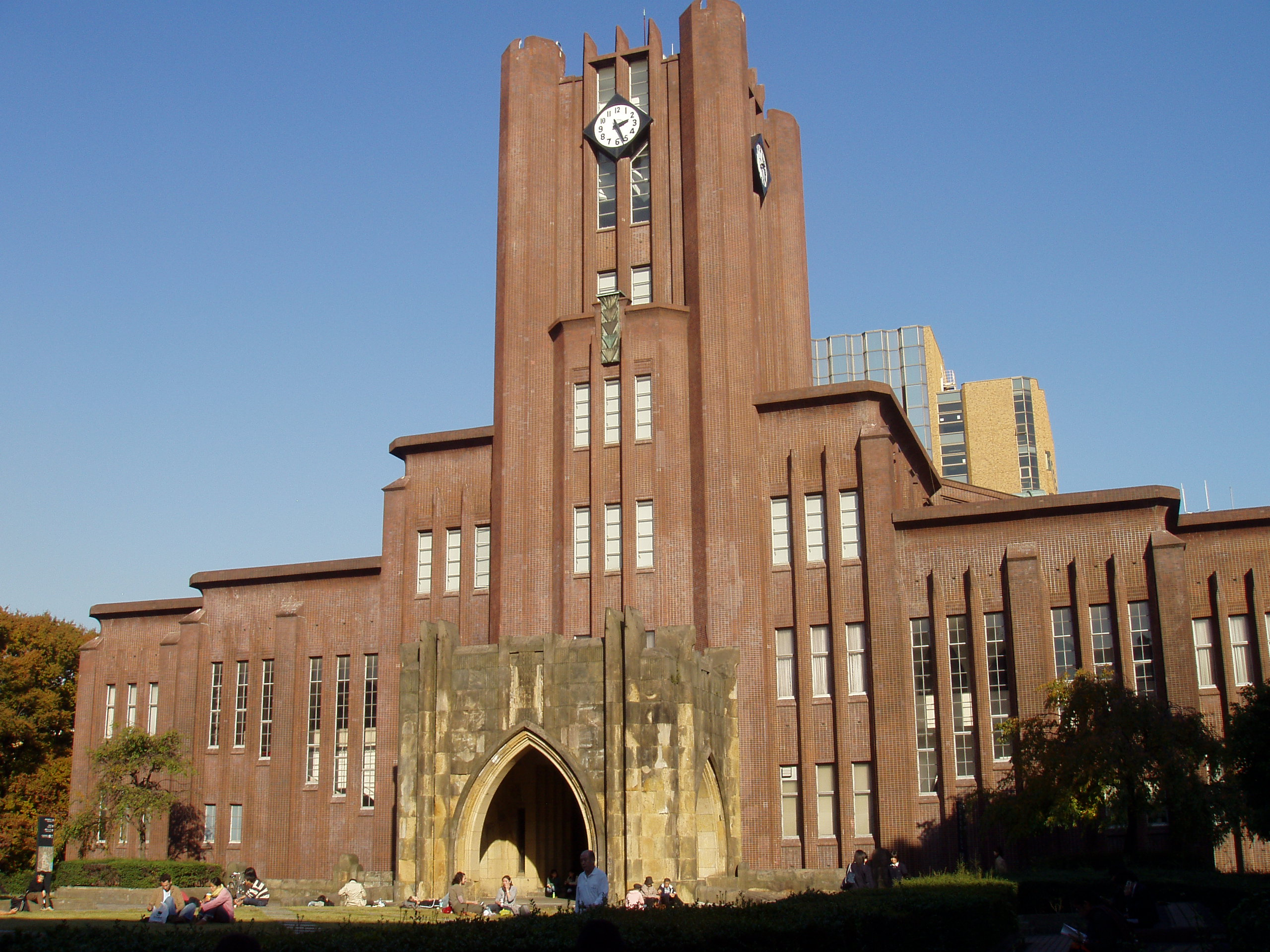
L'université de Tokyo

- Université de médecine et d'odontologie de Tōkyō, 東京医科歯科大学
- Université des études étrangères de Tokyo, 東京外国語大学
- Université Tōkyō Gakugei, 東京学芸大学
- Université d'agriculture et de technologie de Tōkyō, 東京農工大学
- Université des Arts de Tōkyō, 東京芸術大学
- Université de Technologie de Tōkyō, 東京工業大学
- Université océanographique de Tōkyō, 東京海洋大学
- Université pour femmes d'Ochanomizu, お茶の水女子大学
- Université d'électro-communication, 電気通信大学
- Université Hitotsubashi, 一橋大学
- Collège doctoral de recherche politique, 政策研究大学院大学

Branche du Kantō-Kōshinetsu :
- Université d'Ibaraki, 茨城大学
- Université de Tsukuba, 筑波大学
- Université technique de Tsukuba, 筑波技術大学
- Université d'Utsunomiya, 宇都宮大学
- Université de Gunma, 群馬大学
- Université de Saitama, 埼玉大学
- Université de Chiba, 千葉大学
- Université nationale de Yokohama, 横浜国立大学
- Université de Niigata, 新潟大学
- Université technique de Nagaoka, 長岡技術科学大学
- Université d'éducation de Jōetsu, 上越教育大学
- Université de Yamanashi, 山梨大学
- Université Shinshū, 信州大学
- Collège doctoral de recherche avancée, 総合研究大学院大学

Branche du Tōkai-Hokuriku :
- Université de Toyama, 富山大学
- Université de Kanazawa, 金沢大学
- Université de Fukui, 福井大学
- Université de Gifu, 岐阜大学
- Université de Shizuoka, 静岡大学

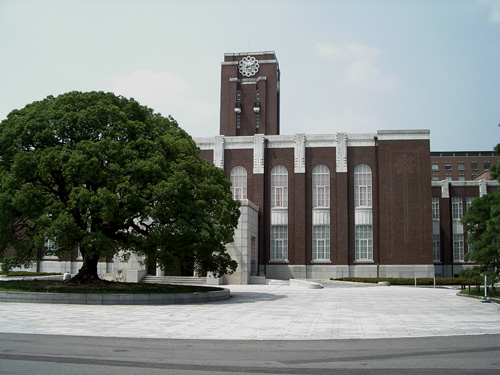
L'Université de Kyōto

- Université de médecine de Hamamatsu, 浜松医科大学
- Université de Nagoya, 名古屋大学
- Université d'éducation d'Aichi, 愛知教育大学
- Institut de technologie de Nagoya, 名古屋工業大学
- Université technique de Toyohashi, 豊橋技術科学大学
- Université de Mie, 三重大学
- Collège doctoral de sciences et techniques de Hokuriku, 北陸先端科学技術大学院大学

Branche du Kinki :
- Université de Shiga, 滋賀大学
- Université de médecine de Shiga, 滋賀医科大学
- Université de Kyōto, 京都大学
- Université d'éducation de Kyōto, 京都教育大学
- Université des arts et techniques de Kyōto, 京都工芸繊維大学
- Université d'Ōsaka, 大阪大学
- Université d'éducation d'Ōsaka, 大阪教育大学
- Université d'éducation de Hyōgo, 兵庫教育大学
- Université de Kōbe, 神戸大学
- Université d'éducation de Nara, 奈良教育大学
- Université pour femmes de Nara, 奈良女子大学
- Université de Wakayama, 和歌山大学
- Collège doctoral de sciences et techniques de Nara, 奈良先端科学技術大学院大学

Branche du Chūgoku-Shikoku :
- Université de Tottori, 鳥取大学
- Université de Shimane, 島根大学
- Université d'Okayama, 岡山大学
- Université de Hiroshima, 広島大学
- Université de Yamaguchi, 山口大学
- Université de Tokushima , 徳島大学
- Université d'éducation de Naruto, 鳴門教育大学
- Université de Kagawa, 香川大学
- Université d'Ehime, 愛媛大学
- Université de Kōchi, 高知大学

Branche de Kyūshū :
- Université d'éducation de Fukuoka, 福岡教育大学
- Université de Kyūshū, 九州大学
- Université de Technologie de Kyūshū, 九州工業大学
- Université de Saga, 佐賀大学
- Université de Nagasaki, 長崎大学
- Université de Kumamoto, 熊本大学
- Université d'Ōita, 大分大学
- Université de Miyazaki, 宮崎大学
- Université de Kagoshima, 鹿児島大学
- Université d'éducation physique de Kanoya, 鹿屋体育大学
- Université des Ryūkyū, 琉球大学

## Universités privées

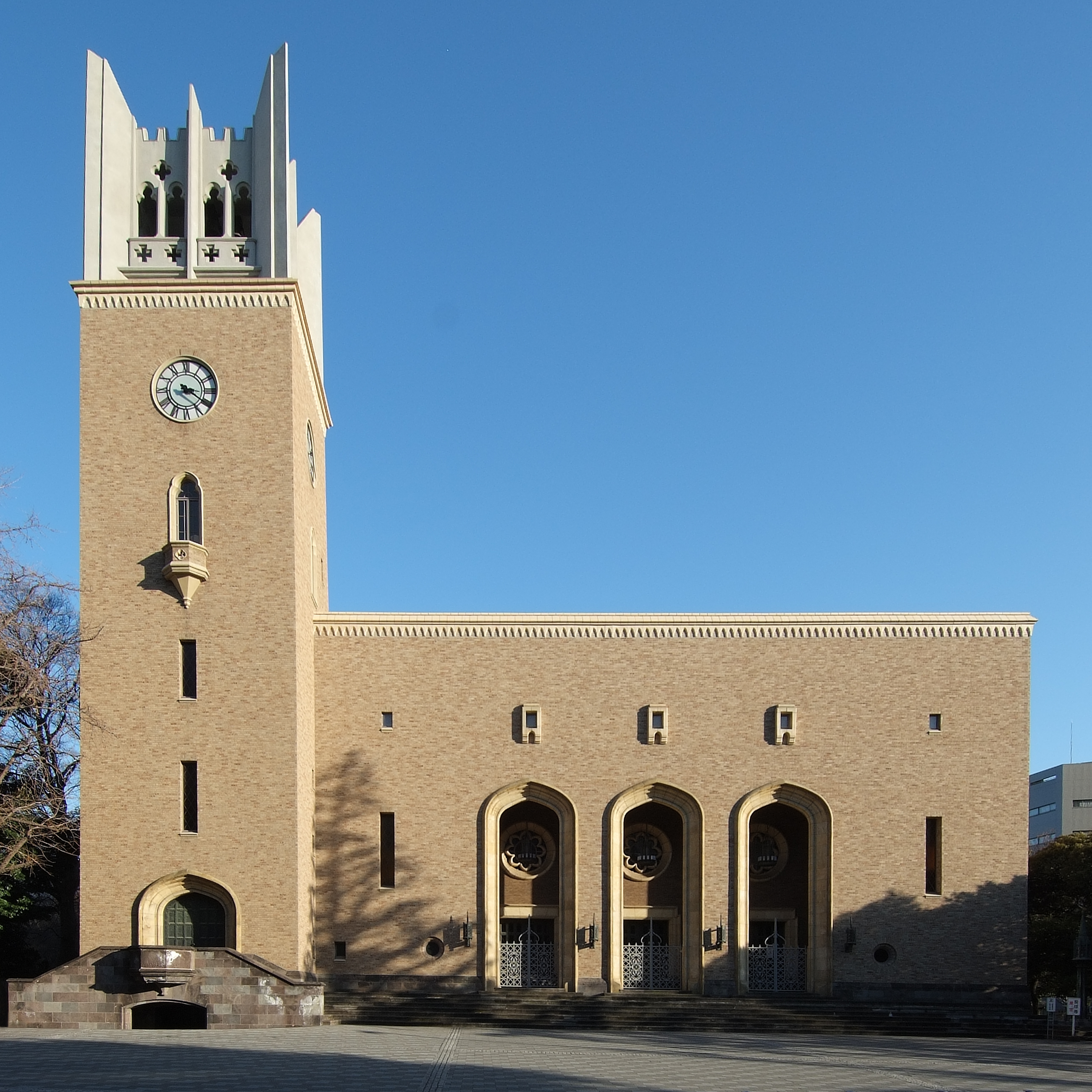
L'Université Waseda, l'une des plus prestigieuses universités privées du Japon

Elles sont plusieurs centaines, et en 2014 39 d'entre elles comptent plus de 10 000 étudiants. Voici quelques-unes d'entre elles :
- Université d'Atomi
- Université Chūō 中央大学
- Université Doshisha 同志社大学
- Université de technologie de Chiba 千葉工業大学
- Université du Kansai 関西大学
- Université Keiō 慶應義塾大学
- Université Kokushikan 国士舘大学
- Université Kyorin 杏林大学
- Université Meiji 明治大学
- Université Shōin 松蔭大学
- Université Tōkai 東海大学
- Université Nihon 日本大学
- Université Rikkyō, également connue sous le nom d'Université de Saint Paul 立教大学
- Université de Seijo 成城大学
- Université Sophia, dirigée par les Jésuites 上智大学
- Université Tokushima Bunri 徳島文理大学
- Université Tōyō 東洋大学
- Université Tōyō Gakuen 東洋学園大学
- Université de Tsurumi 鶴見大学
- Université Waseda 早稲田大学
- Université Kindai 近畿大学

## Universités publiques
Elles sont au nombre de 83. Voici quelques-unes d'entre elles :
- Université des Arts de la Préfecture d'Aichi
- Université municipale des Arts de Kyōto
- Université métropolitaine de Tōkyō
- Université municipale de Yokohama